# Human (альбом)
Human (с англ. — «Человек») — четвёртый студийный альбом американской дэт-метал-группы Death, вышедший в октябре 1991 года на лейбле звукозаписи Relativity Records.

## Запись и производство
В ходе европейского турне в поддержку третьего альбома Death «Spiritual Healing», фронтмен группы Чак Шульдинер, остался недоволен организацией гастролей и после ряда концертов улетел обратно в США, в то время как оставшиеся без лидера музыканты продолжали гастроли. Узнав о таком вероломстве, Чак подал в суд на участников, выиграл дело, отказался от услуг всех музыкантов и набрал новый состав группы. Он пригласил басиста Стива ДиДжорджио, гитариста Пола Масвидала вместе с барабанщиком Шоном Райнертом и в этом составе записал Human. Два последних музыканта также входили в группу Cynic, ставшую, наряду с Death и некоторыми другими коллективами, одной из основоположниц тесно связанных между собой стилей, таких как техничный дэт-метал и прогрессивный дэт-метал. Стив Диджорджио уходит после записи этого альбома (хотя в 1993 году возвращается к записи следующего альбома Individual Thought Patterns) и его заменяет музыкант Скотт Карино, который записывает первую часть бас-партии в композиции «Cosmic Sea», а также гастролирует с Death в период между 1991—1992-м годами. В 2011 году Relapse Records и Perseverance Holdings Ltd. переиздают Human в честь 20-летней годовщины альбома. Кавер-версия песни «God of Thunder» группы Kiss, которая первоначально существовала только на японской версии альбома, была также включена в новое переиздание.

## Музыкальный стиль и тексты песен
Этот переломный альбом представляет собой один из первых и ключевых альбомов в техничном/прогрессивном дэт-метале, ознаменовав начало значительных изменений в стиле группы, будучи более сложным, чем их предыдущие работы. Чак Шульдинер сумел преодолеть границы бескомпромиссной скорости и виртуозности, смешивая техничную и замысловатую игру ритм-партий со сложными аранжировками и эмоциональными соло-партиями, которые он разделил с Полом Масвидалом. Тексты песен стали значительно более вдумчивыми, по сравнению с кровавой тематикой «Scream Bloody Gore», «Leprosy» и даже остро социально-ориентированным альбомом «Spiritual Healing». Песня "Lack of Comprehension" по словам Чака посвящена судебному процессу по отношению к Judas Priest, и их каверу на Spooky Tooth "Better by You, Better Than Me" по обвинению в самоубийстве двух молодых людей, и тем людям которые не признают свои ошибки и винят других.

## Отзывы критики
| Оценки критиков | Оценки критиков |
| Источник        | Оценка          |
| --------------- | --------------- |
| About.com       | [ 4 ]           |
| Allmusic        | [ 5 ]           |
| Exclaim!        | благоприятная   |

«Human» был назван классическим альбомом и признан как авторитетное творение во всем экстремальном метале, оказавшее значительное влияние на более поздние группы техничного/прогрессивного дэт-метала 1990-х. Он стал самым продаваемым альбомом Death, к 1995 году было продано 100,000 копий только в США. Диск занял 82-ю позицию в списке 100 величайших альбомов всех времён, согласно журналу Guitar World. На момент 2008 года, было продано уже более 600 000 копий по всему миру. С этого диска группа снимает своё первое видео на песню «Lack of Comprehension», которое попадает на музыкальные телевизионные каналы.

## Список композиций
Все песни написаны Чаком Шульдинером, кроме последней.
1. «Flattening of Emotions» (рус. Уплощение эмоций) — 4:28
2. «Suicide Machine» (рус. Машина самоубийства) — 4:19
3. «Together as One» (рус. Вместе как единое целое) — 4:06
4. «Secret Face» (рус. Скрытое лицо) — 4:36
5. «Lack of Comprehension» (рус. Отсутствие понимания) — 3:39
6. «See Through Dreams» (рус. Смотреть сквозь сны) — 4:26
7. «Cosmic Sea (рус. Космическое море) (инструментальная композиция)» — 4:23
8. «Vacant Planets» (рус. Свободные планеты) — 3:48
9. «God of Thunder» (рус. Бог грома) (автор Пол Стэнли) — 3:56 (Кавер-версия композиции группы Kiss. Встречается только в японских изданиях и переиздании 2011 года)[8]

## Факты
- Трек «Cosmic Sea» был использован как открывающая композиция в компьютерной игре-шутере Damage Incorporated[9].

## Продажи
| США | 100,000 |
| Мир | 600,000 |

## Чарты

### Альбом
Billboard (Северная Америка)
| Год  | Чарт        | Позиция |
| ---- | ----------- | ------- |
| 1991 | Heatseekers | 34      |

## Участники записи
- Чак Шульдинер — гитара, вокал;
- Пол Масвидал — гитара;
- Стив ДиДжорджио — бас-гитара;
- Шон Райнерт — ударные.

## Приглашённые музыканты
- Скотт Карино — бас-гитара (на треке Cosmic Sea)
- Билл Эндрюс — барабаны (на репетиции в августе 1990 года)
- Терри Батлер — бас-гитара (на репетиции в августе 1990 года)

## Производство
- Скотт Бёрнс — микширование; музыкальный продюсер, инженер звукозаписи
- Майкл Фуллер — мастеринг (оригинальной версии альбома)
- Джим Моррис — ремикс (переиздания 2011 года)
- Алан Дюшес — мастеринг (переиздания 2011 года)
- Рене Мивилль — обложка
- Тим Хаббард — фотография
- Дэвид Бетт — арт-директор
- Джэкоб Спайс — показ